# 純烈

純烈（日语：／ Jūnretsu */?），是日本的三人男子男子團體，以演唱日本歌謠曲及演歌，於2008年成立。現時所屬的唱片公司為日本皇冠，經紀公司為G-STAR.PRO。
成團以來一直奉行「親孝行」（孝順父母）、「紅白出場」以及「全國47個都道府縣巡迴演唱會」為目標。

## 現任成員
- 酒井一圭    (1975年6月20日（49歲）)

代表色：紫
大阪府吹田市出生。身高186cm。
製作人、團長、作詞、和唱。
- 白川裕二郎    (1976年12月11日（48歲）)

代表色：紅
神奈川縣橫濱市港北區出生。身高185cm。
主唱。
- 後上翔太    (1986年10月23日（38歲）)

代表色：綠
東京都國分寺市出生。身高179cm。
和唱。

## 過往成員
- 林田達也    (1982年3月27日（43歲）)

東京都出生。身高183cm。
代表色：粉紅
合音，曾是視覺系流行樂隊BLue-B成員，因須照顧年邁的父母，於2016年12月31日畢業。
- 友井雄亮（日语：友井雄亮）   (1980年4月2日（45歲）)

大阪府大阪市出生。身高178cm。血型O型。
代表色：黃
合音、編舞擔當。因被周刊掲發涉及家暴事件，2019年1月10日退出團體，並於翌日召開個人記者會宣佈離開藝能界。
- 小田井涼平（日语：小田井涼平）    (1971年2月23日（54歲）)

大阪府大阪市此花區出生。身高188cm。血型A型。
代表色：藍
合音，2022年4月1日宣佈將於年末時畢業，於12月31日NHK紅白歌合戰演出後正式畢業，轉為個人發展。
- 岩永洋昭    (1979年11月23日（45歲）)

代表色：橘
長崎縣東彼杵郡波佐見町出生。身高187cm。
和唱。2023年1月1日起替代小田井涼平。但2024年6月30日表示因入團後無法兼顧個人家庭等因素，於2025年3月末時畢業。

## NHK紅白歌合戰出場紀錄
| 年度/回數     | 出場次數 | 曲目                      | 出演次序 | 對手         | 備註                           |
| ------------- | -------- | ------------------------- | -------- | ------------ | ------------------------------ |
| 2018年/第69回 | 初       | 求婚（）                  | 6/22     | 愛繆         | 友井雄亮最後一次於紅白出演。   |
| 2019年/第70回 | 2        | 純烈的生日快樂            | 3/21     | 日向坂46     |                                |
| 2020年/第71回 | 3        | 請給我愛〜Don’t you cry〜 | 6/20     | 坂本冬美     |                                |
| 2021年/第72回 | 4        | 因為你在身邊              | 5/21     | 日向坂46 (2) |                                |
| 2022年/第73回 | 5        | 求婚～像白雲一樣（プロポーズ～白い雲のように）      | 14/22    | -            | 小田井涼平最後一次於紅白出演。 |
| 2023年/第74回 | 6        | 因為能夠偶然相遇（だってめぐり逢えたんだ）      | 6/22     | 櫻坂46       |                                |
| 2024年/第75回 | 7        | 夢見果實（夢みた果実）              | 7/21     | 乃木坂46     | 岩永洋昭最後一次於紅白出演。   |

## 外部連結
- 純烈官方網頁 （页面存档备份，存于）（日語）
- 日本皇冠唱片純烈專頁 （页面存档备份，存于）（日語）
- G-STAR.PRO純烈專頁 （页面存档备份，存于）（日語）